# 西ケープ大学
西ケープ大学（にしケープだいがく、英語: University of the Western Cape, 略称：UWC）は、南アフリカ共和国西ケープ州ケープタウン都市圏ベルビルにある公立大学。1960年にカラード向けの大学として設立され、近隣にはケープタウン大学やステレンボッシュ大学などがある。1994年にアパルトヘイトが終結すると他人種の学生も入学が認められるようになった。

## 歴史
南アフリカ大学（Unisa）ブッシュ・カレッジとして設立。設立当初は教員の多くがステレンボッシュ大学を卒業した白人で、授業のほとんどはアフリカーンス語で行われた。設立初年度の入学生は166人、教員数は17人だった。1970年にUnisaから独立し、独自の学位を発行できるようになった。
設立から15年間は国民党によるアパルトヘイトの影響で理事会、教職員ともにほとんどを白人が占めていた。数少ない例外だった哲学部長のアダム・スモールも、黒人意識運動への関与の結果1973年に教員を罷免された。ただし、学生たちの多くは黒人意識運動に賛同し、反アパルトヘイト運動に参加していた。保守的な理事会に反発する学生たちの活動の結果、1975年にはリチャード・E・ファン・デル・ロスがカラード初の学長に就任した。その後はよりリベラルな校風となり、アパルトヘイトからも徐々に距離を取るようになった。そして1982年には正式にミッション・ステートメントからアパルトヘイトを削除し、翌年には法改正によって白人系大学と同様の独立性を獲得した。
1980年代後半から90年代初めにかけて、数多くの学生が反アパルトヘイト系メディア「ブッシュ・ラジオ」の設立に関わった。ブッシュ・ラジオはその名に反してラジオの放送権を獲得していなかったため、当初はカセットテープに録音する形でラジオ番組を提供していた。その後1993年には海賊放送として電波に乗せることに成功し、その後は国内初のコミュニティ放送局として放送権を獲得した。
ガーウェル学長は大学を「左派の知的拠点」と位置づけ、政治社会的な注目を集めた。大学にはカラード以外にも差別を受けた共同体の学生が集まり、黒人学生の数も増加した。

### 現在
研究型大学であり、教員の5割以上が博士号を有している。ケープタウン大学、ステレンボッシュ大学との共同研究プロジェクトを数多く有し、学生の2割を大学院生が占めている。

## 学部
- 文学部 Faculty Of Arts And Humanities
- 保健学部 Faculty Of Community And Health Sciences
- 歯学部 Faculty Of Dentistry
- 経済経営学部 Faculty Of Economic And Management Sciences
- 教育学部 Faculty Of Education
- 法学部 Faculty Of Law
- 自然科学部 Faculty Of Natural Sciences